# Gry Enger
Gry Enger, född 21 juli 1940, är en norsk skådespelare.
Enger har verkat vid Nationaltheatret, Trøndelag Teater, Riksteatret, Solteatret, Flaminiateatret och Grusomhetens Teater. Åren 1987–1988 var hon knuten till Flaminiateatret som konstnär. Därutöver har hon medverkat i film, TV och TV-teater. Hon filmdebuterade 1960 i Arne Skouens Omringad.

## Filmografi
- 1960 – Omringad
- 1962 – Sønner av Norge kjøper bil
- 1964 – Tartuffe
- 1973 – Kanarifuglen
- 1977 – Lykkespill (TV-serie)
- 1980 – Guro (TV-serie)
- 2009 – Harry & Charles (TV-serie)
- 2014 – Kampen for tilværelsen (TV-serie)